# Arnoldstein
Arnoldstein (Sloveens: Podklošter ; Italiaans: Oristagno) is een gemeente in de Oostenrijkse deelstaat Karinthië, gelegen in het district Villach-Land. De gemeente heeft ongeveer 6800 inwoners.

## Geografie
Arnoldstein heeft een oppervlakte van 67,4 km². Het ligt in het uiterste zuiden van het land en ligt bij een drielandenpunt van Oostenrijk, Italië en Slovenië.
Het drielandenpunt is bereikbaar met een stoeltjeslift vanuit Seltschach tot 1458 meter. De top ligt op 1508 meter.

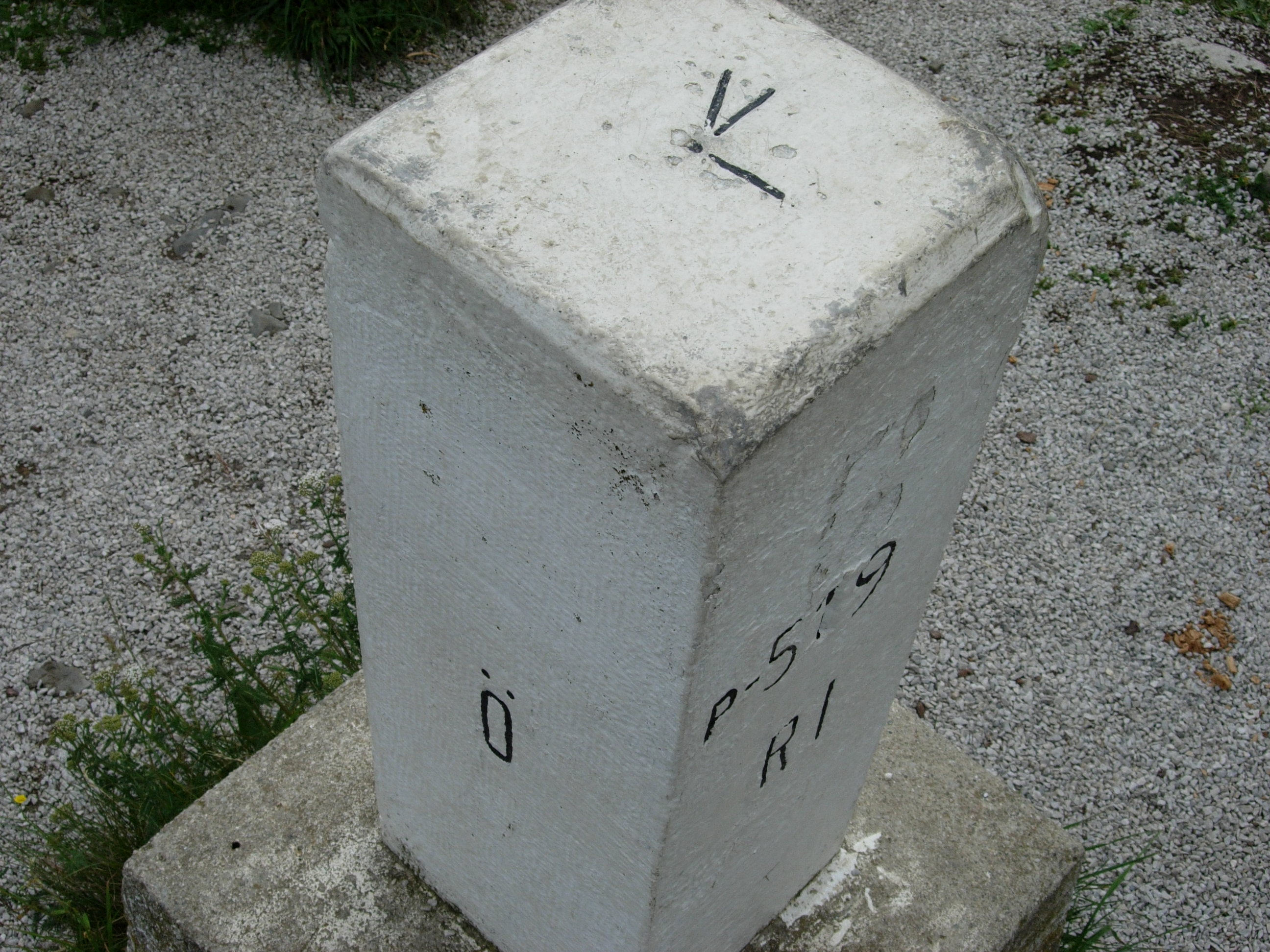
Grenssteen op het drielandenpunt van Oostenrijk, Italië en Slovenië